# Antonio Cifaldi

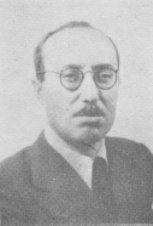
Antonio Cifaldi

Antonio Cifaldi (7 de outubro de 1899 – 27 de junho de 1967) foi um político italiano que serviu como prefeito de Benevento (1944–1945), membro da Assembleia Constituinte (1946–1948), deputado (1948–1953) e subsecretário de Estado (1945 –1946, 1947–1950).